# Liste der Einträge im National Register of Historic Places im Milam County
Die Liste der Registered Historic Places im Milam County führt alle Bauwerke und historischen Stätten im texanischen Milam County auf, die in das National Register of Historic Places aufgenommen wurden.

## Aktuelle Einträge
| Lfd. Nr. | Name im NRHP                                            | Bild | Datum der Eintragung | Adresse/Lage                            | Ort      | NRHP-ID  | Beschreibung |
| -------- | ------------------------------------------------------- | ---- | -------------------- | --------------------------------------- | -------- | -------- | ------------ |
| 1        | Dr. Nathan and Lula Cass House                          |      | 8. Feb. 1991         | 502 N. Travis Ave.                      | Cameron  | 91000037 |              |
| 2        | International & Great Northern Railroad Passenger Depot |      | 13. Sep. 2006        | 11 N. Main St.                          | Rockdale | 06000824 |              |
| 3        | Milam County Courthouse and Jail                        |      | 20. Dez. 1977        | Public Sq. and S. Fannin and E. 1st St. | Cameron  | 77001460 |              |
| 4        | San Xavier Mission Complex Archeological District       |      | 27. Juli 1973        | Address Restricted                      | Rockdale | 73001969 |              |